# سمی رید
سمی رید (انگلیسی: Sammy Reid; ۱۳ اکتبر ۱۹۳۹ – ۹ نوامبر ۲۰۱۴) بازیکن فوتبال اهل اسکاتلند بود. وی در پست مهاجم نفوذی بازی می‌کرد.
از باشگاه‌هایی که در آن بازی کرده‌است می‌توان به باشگاه فوتبال فالکیرک، باشگاه فوتبال دومبارتون، باشگاه فوتبال لیورپول، و باشگاه فوتبال مادرول اشاره کرد.